# 475-й дивизион полигонного обеспечения испытания морской техники и оружия ЧФ
475-й дивизион подводных лодок, 475-й дивизион полигонного обеспечения испытания морской техники и оружия ЧФ — соединение подводных лодок Черноморского флота ВМФ СССР и ВМФ России. Предназначалось для испытаний вооружений и техники. Входило в состав 14-я дивизии подводных лодок ЧФ. Базировалось в Феодосии.

## История
1 ноября 1970 года управление 381-й дивизиона ПЛ перевели в Балаклаву, в 381-й дивизион были переданы ПЛ проекта А615 из состава 27-й ОБрПЛ с подчинением 155-й БрПЛ. В июне 1977 года 381-й дивизион был переименован в 381-й Севастопольский отдельный дивизион подводных лодок с дислокацией в Севастополе с подчинением командиру 14-й дивизии. 1 июля 1984 года управление дивизиона расформировано.
В июне 1984 27-я бригада ПЛ ЧФ и 381-й дивизион ПЛ были переформированы в 475-й дивизион ПЛ в составе 14-й дивизии ПЛ ЧФ. Был сформирован 475-й дивизион ПЛ с подчинением непосредственно командиру 14-й Дивизии ПЛ. Июль 1984 и- декабрь 1990 года 475-й дивизион ПЛ находился в составе 14-й дивизии ПЛ ЧФ. В декабре 1990 года 475-й дивизион был переподчинен 155-й бригаде 14-й дивизии ПЛ ЧФ в Феодосии. По состоянию на 1990 год в составе 12 ПЛ, задействованных в обеспечении испытаний оружия.
После развала СССР объём НИОКР и финансирование резко снизились. Кроме того, не был завершен раздел береговых объектов флота между Россией и Украиной. В декабре 1994 года 14-я дивизия ПЛ ЧФ была расформирована. В конце 1996 началось расформирование 475-го дивизиона обеспечения испытаний морской техники ПЛ ЧФ. 475-й Севастопольский Краснознаменный дивизион ПЛ просуществовал 13 лет, до 18 апреля 1997 года, когда был расформирован.
В Феодосии действует Общество ветеранов подплава, созданное на собрании 7 апреля 1995 года в клубе дивизиона подводников, оно до настоящего времени проводит мероприятия по сбережению памяти Феодосийского подплава.

## Состав
- 12 ПЛ различных проектов[4]. В их числе по 1995 го ПЛ С-49[5].

## Командиры
- капитан 1-го ранга Луценко Анатолий Филиппович (1984–1990),
- капитан 1-го ранга Кармацкий Владимир Ильич (1990–1996)

Начальники штаба: 
- Жучков Владимир Прокофьевич (06.1984–08.1988)[4].